# Thüster Berg

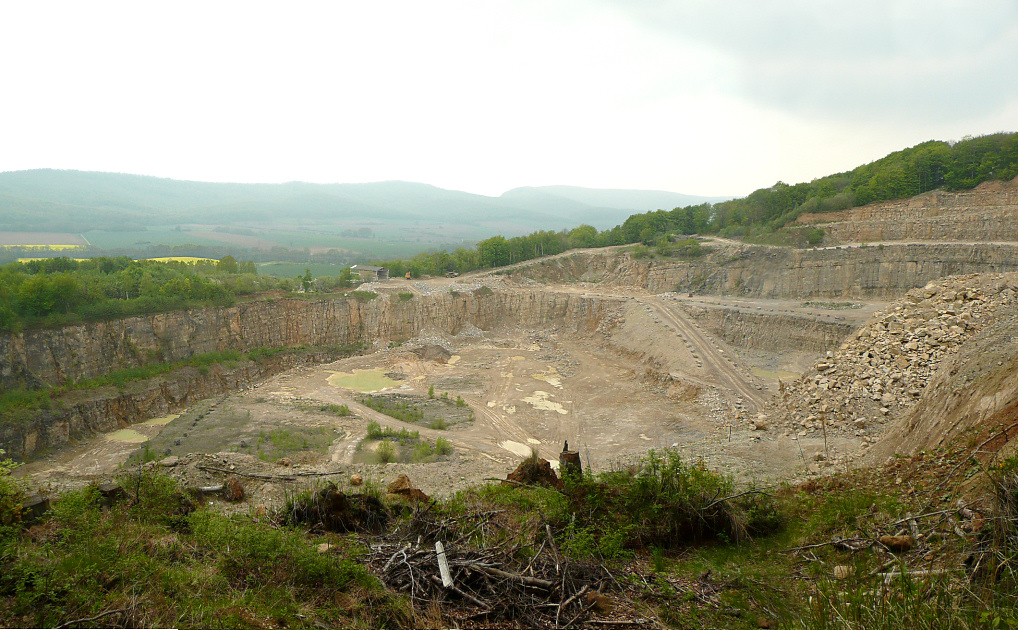
Steinbruch am Thüster Berg

Der Thüster Berg ist ein bis 441 m ü. NHN hoher Höhenzug des Niedersächsischen Berglandes in den Landkreisen Hameln-Pyrmont und Hildesheim in Niedersachsen (Deutschland). 

## Geographische Lage
Der Thüster Berg liegt im Westteil des Leineberglands, einem nördlichen Teil des Niedersächsischen Berglands. Mit seiner Hauptkuppe, dem Kanstein, erstreckt er sich auf etwa 7 km Länge im Dreieck der Ortschaften Eime, Duingen und Salzhemmendorf. Er liegt zwischen Hemmendorf und Oldendorf im Norden, Ahrenfeld, Deilmissen und Deinsen im Osten, Marienhagen im Südosten, Weenzen und Thüste im Süden, Levedagsen und der dazugehörenden Domäne Eggersen im Westen sowie dem vorgenannten Salzhemmendorf im Nordwesten. 
Nördlich vom Thüster Berg erstreckt sich der Osterwald, östlich der Külf, südöstlich der Duinger Berg und westlich der Ith. Westlich und nördlich vom Höhenzug fließt die Saale als südwestlicher Zufluss der Leine. Sein Nordwestteil gehört zum Naturpark Weserbergland Schaumburg-Hameln. 
Nördlich führt die B 1 und südöstlich die B 240 am Thüster Berg vorbei.

## Geologie und Landschaftsbild
Der Thüster Berg ist eine Auffaltung aus Thüster Kalkstein. An der steil abfallenden Nordflanke befinden sich, zumeist im Wald versteckt, mehrere Kalksteinklippen, die unter anderem die Namen Eck-, Dreck- und Falkenturm sowie Liebesnadel tragen. Der Felsbalkon Eckturm (380 m ü. NHN) ragt etwas nordwestlich unterhalb der Kansteinkuppe als natürliche Aussichtskanzel aus dem Wald hervor. An der Südwestseite des Höhenzugs gibt es aufgelassene Kalksteinbrüche. 
Der Thüster Berg ist dicht von Wald, insbesondere von Laubwald, bestanden. Es gedeihen unter anderem auch Birken und Kiefern.

## Türme
Auf dem Kanstein, der Hauptkuppe (441 m ü. NHN) des Thüster Bergs, stehen der Aussichtsturm Lönsturm (440 m ü. NHN) und etwa 1 km weiter ostsüdöstlich ein Fernmeldeturm (433 m ü. NHN).

## Wandern
Zahlreiche Waldwege führen über den Thüster Berg. Ein Wanderweg als Teil von Ith-Hils-Weg und Kansteinweg führt über den Kamm des Höhenzugs, vorbei an Eck-, Löns- und Fernmeldeturm, von Salzhemmendorf nach Marienhagen.